# Charlotte Papendiek

Charlotte Papendiek mit ihrem ältesten Sohn Frederick, Zeichnung von Thomas Lawrence, 1789, New York, Metropolitan Museum of Art

Charlotte Louise Henriette Papendiek, geb. Albert (* 2. Juli 1765 in London; † 24. April 1840 in Windsor bei London) war eine Hofdame der Königin Charlotte von Großbritannien und Irland (1744–1818).

## Leben
Charlotte Papendiek war eine Tochter von Friedrich Albert (* 28. Januar 1733 in Frankfurt am Main), der um 1755 in die Dienste des Herzogs Adolf Friedrich IV. von Mecklenburg-Strelitz trat. Als dessen 17-jährige Schwester Charlotte 1761 Georg III. heiratete, der kurz darauf zum König gekrönt wurde, folgte Friedrich Albert der Königin nach England, für die er als Page und Friseur tätig war.
Sie selbst heiratete am 16. Januar 1783 in der Kirche St. George’s am Hanover Square den Geiger und Flötisten Christopher Papendiek, einen Musiker in Diensten Georgs III. 1797 oder 1798 wurde sie zur Zweiten Hofdame der königlichen Garderobe ernannt, später war sie auch Königin Charlottes Vorleserin.
1833 begann Charlotte Papendiek mit der Niederschrift von umfangreichen Memoiren. Sie blieben unvollendet und wurden erst 1887 von ihrer Enkelin veröffentlicht. Neben den Tagebüchern von Fanny Burney, einer Tochter des Musikhistorikers Charles Burney, sind Charlotte Papendieks Aufzeichnungen eine unschätzbare Informationsquelle über das intime Familien- und künstlerische Leben am englischen Hof der damaligen Zeit. Wertvoll sind sie auch durch Informationen über Johann Christian Bach, George Bridgetower, Muzio Clementi, Joseph Haydn, Johann Peter Salomon und viele andere in London wirkende Musiker.

## Nachkommen
Charlotte Papendiek hatte sechs Kinder. Ihr Sohn George Ernest Papendiek (1788–1835) wurde Konsul und Maler, ihr jüngster Sohn Charles Edward Ernest Papendiek (1801–1835) Architekt.

## Werke
- Court and Private Life in the Time of Queen Charlotte: Being the Journals of Mrs Papendiek, Assistant Keeper of the Wardrobe and Reader to Her Majesty, edited by her Grand-Daughter, Mrs Vernon Delves Broughton, 2 Bände, London: Richard Bentley & Son, 1887
  - Band 1 (Digitalisat)
  - Band 2 (Digitalisat)
- Michael Kassler (Hrsg.), The Memoirs of Charlotte Papendiek (1765-1840), London: Pickering & Chatto, 2015